# Années 1840 en sociologie
Ci-dessous figurent les événements relatifs à la Sociologie survenus au cours des années 1840.

## 1840
- John Stuart Mill, A system of Logic, Ratiocinative and Deductive.
- Pierre-Joseph Proudhon, Qu'est-ce que la propriété ?

## 1841
- Ludwig Feuerbach, Das Wesen des Christenthums (L'Essence du christianisme)

## 1842
- Auguste Comte, Cours de philosophie positive
- Auguste Comte, Sociologie comme instruction affirmative
- Auguste Comte, Statique sociale et dynamique sociale

## 1843
- Søren Kierkegaard, Ou bien... ou bien

## 1844
- Friedrich Engels, Outline of A Critique of Political Economy
- Friedrich Engels, The Holy Family (La Sainte Famille)
- Karl Marx, Écrits de Karl Marx de 1844 (posthumes)
- Max Stirner, The Ego and Its Own (L'Unique et sa propriété)

## 1845
- Friedrich Engels, La Situation de la classe laborieuse en Angleterre

## 1846
- Karl Marx, L'Idéologie allemande
- Pierre Joseph Proudhon, Système des contradictions économiques ou Philosophie de la misère

## 1847
- Friedrich Engels, The Principles of Communism
- Karl Marx, Le Pouvoir de la Philosophie

## 1848
- Karl Marx, Manifeste du Parti communiste
- Groupe d'étude sur la question sociale créé par Frédéric Le Play, Jean Reynaud, Lamartine, François Arago, Lazare Hippolyte Carnot, Victor Lanjuinais, Tocqueville, Montalembert, Sainte-Beuve, Agénor de Gasparin, Abbé Dupanloup, Thiers, Auguste Cochin, Charles Dupin ...

- 15 juillet : Naissance de Vilfredo Pareto, sociologue et économiste italien († le 19 août 1923)
- 1re utilisation du mot sociologie de façon conceptuelle par Auguste Comte (la création du mot est discutée)

## 1849
- Søren Kierkegaard, Sygdommen til Døden, par Anticlimacus (Traité du désespoir ou La Maladie mortelle, exposé de psychologie chrétienne pour l’édification et le réveil).

- Avant 1800
- 1800
- 10
- 20
- 30
- 40
- 50
- 60
- 70
- 80
- 90
- 1900
- 10
- 20
- 30
- 40
- 50
- 60
- 70
- 80
- 90
- 2000
- 10
- 20